# My Head Is an Animal
Albums de Of Monsters and Men
Beneath the Skin
(2015)
Singles
1. Little Talks
Sortie : 6 février 2012
2. Dirty Paws
Sortie : 12 avril 2012
3. Mountain Sound
Sortie : 2 septembre 2012
4. King and Lionheart
Sortie : 3 mars 2013

My Head Is an Animal, est le premier album du groupe islandais Of Monsters and Men. Il sort tout d'abord en Islande sur le label indépendant Record Records le 20 septembre 2011 et rencontre un franc succès. L'album est réédité au niveau international en avril 2012 après la signature du groupe chez Universal Music Group. La pochette de l'album est changée et le contenu sensiblement modifié, avec notamment deux nouveaux morceaux.
Porté par le single Little Talks, l'album connaît un succès mondial, se classant en tête des charts en Australie et en Irlande, 3e au Royaume-Uni, 4e en Allemagne en Nouvelle-Zélande et au Canada, 5e aux Pays-Bas, 6e aux États-Unis.
Le 29 octobre 2021, à l'occasion des dix ans de sa sortie en Islande, l'album est réédité au format numérique avec son contenu original augmenté de deux chansons restées inédites.     

## Liste des pistes

### Édition originale 2011
| No  | Titre                                                                         | Auteur                                                                                              | Durée |
| --- | ----------------------------------------------------------------------------- | --------------------------------------------------------------------------------------------------- | ----- |
| 1.  | Dirty Paws                                                                    | - Nanna Bryndís Hilmarsdóttir - Ragnar Þórhallsson                                                  | 4:38  |
| 2.  | King and Lionheart                                                            | Nanna Bryndís Hilmarsdóttir                                                                         | 4:33  |
| 3.  | Numb Bears                                                                    | - Ragnar Þórhallsson - Arnar Rósenkranz Hilmarsson                                                  | 2:48  |
| 4.  | Sloom                                                                         | - Nanna Bryndís Hilmarsdóttir - Ragnar Þórhallsson - Arnar Rósenkranz Hilmarsson                    | 4:43  |
| 5.  | Little Talks                                                                  | - Nanna Bryndís Hilmarsdóttir - Ragnar Þórhallsson                                                  | 4:26  |
| 6.  | From Finner                                                                   | - Nanna Bryndís Hilmarsdóttir - Ragnar Þórhallsson - Arnar Rósenkranz Hilmarsson - Brynjar Leifsson | 3:43  |
| 7.  | Six Weeks                                                                     | - Ragnar Þórhallsson - Arnar Rósenkranz Hilmarsson                                                  | 5:34  |
| 8.  | Love Love Love                                                                | Nanna Bryndís Hilmarsdóttir                                                                         | 3:58  |
| 9.  | Your Bones                                                                    | Ragnar Þórhallsson                                                                                  | 4:09  |
| 10. | Lake House                                                                    | - Nanna Bryndís Hilmarsdóttir - Ragnar Þórhallsson - Brynjar Leifsson                               | 4:35  |
| 11. | Yellow Light (s'arrête à 4:52; chanson cachée "Sinking Man" commence à 13:04) | Ragnar Þórhallsson                                                                                  | 15:45 |

### Édition internationale 2012
L'ordre des titres est légèrement modifié, deux nouvelles chansons apparaissent (Mountain Sound et Slow and Steady) tandis que sont retirées Sinking Man et Numb Bears. Cette dernière est cependant disponible en bonus par téléchargement via iTunes ainsi que le clip vidéo de Little Talks.
| No  | Titre              | Auteur | Durée |
| --- | ------------------ | --- | ----- |
| 1.  | Dirty Paws         | | 4:38  |
| 2.  | King and Lionheart | | 4:33  |
| 3.  | Mountain Sound     | - Nanna Bryndís Hilmarsdóttir - Ragnar Þórhallsson - Arnar Rósenkranz Hilmarsson                                                                   | 3:35  |
| 4.  | Slow and Steady    | - Nanna Bryndís Hilmarsdóttir - Ragnar Þórhallsson - Arnar Rósenkranz Hilmarsson - Árni Guðjónsson - Brynjar Leifsson - Kristján Páll Kristjánsson | 5:01  |
| 5.  | From Finner        | | 3:43  |
| 6.  | Little Talks       | | 4:26  |
| 7.  | Six Weeks          | | 5:34  |
| 8.  | Love Love Love     | | 3:58  |
| 9.  | Your Bones         | | 4:09  |
| 10. | Sloom              | | 4:43  |
| 11. | Lake House         | | 4:35  |
| 12. | Yellow Light       | | 4:52  |

### Édition10eanniversaire 2021
| No  | Titre              | Auteur                                             | Durée |
| --- | ------------------ | -------------------------------------------------- | ----- |
| 1.  | Dirty Paws         |                                                    | 4:38  |
| 2.  | King and Lionheart |                                                    | 4:33  |
| 3.  | Numb Bears         |                                                    | 2:48  |
| 4.  | Sloom              |                                                    | 4:43  |
| 5.  | Little Talks       |                                                    | 4:26  |
| 6.  | From Finner        |                                                    | 3:43  |
| 7.  | Six Weeks          |                                                    | 5:34  |
| 8.  | Love Love Love     |                                                    | 3:58  |
| 9.  | Your Bones         |                                                    | 4:09  |
| 10. | Lake House         |                                                    | 4:35  |
| 11. | Yellow Light       |                                                    | 4:52  |
| 12. | Sinking Man        |                                                    | 2:49  |
| 13. | Phantom            | - Nanna Bryndís Hilmarsdóttir - Ragnar Þórhallsson | 4:42  |
| 14. | Sugar in a Bowl    | - Nanna Bryndís Hilmarsdóttir - Ragnar Þórhallsson | 2:48  |

## Composition du groupe
- Nanna Bryndís Hilmarsdóttir : chant, guitare acoustique
- Ragnar Þórhallsson : chant, guitare acoustique
- Árni Guðjónsson : accordéon, piano, orgue numérique
- Brynjar Leifsson : guitare électrique, guitare baryton
- Kristján Páll Kristjánsson : basse
- Arnar Rósenkranz Hilmarsson : batterie, percussions

Musiciens additionnels :
- Ari Bragi Kárason et Ragnhildur Gunnarsdóttir : trompettes
- Bergrún Snæbjörnsdóttir : cor d'harmonie

## Classements hebdomadaires
| Classement (2012-2013)                    | Meilleure place |
| ----------------------------------------- | --------------- |
| Allemagne (Media Control AG)              | 4               |
| Autriche (Ö3 Austria Top 40)              | 17              |
| Australie (ARIA)                          | 1               |
| Belgique (Flandre Ultratop)               | 14              |
| Belgique (Wallonie Ultratop)              | 45              |
| Canada (Billboard Canadian Albums)        | 4               |
| Danemark (Tracklisten)                    | 36              |
| Espagne (Promusicae)                      | 30              |
| États-Unis (Billboard 200)                | 6               |
| États-Unis (Billboard Alternative Albums) | 1               |
| États-Unis (Billboard Top Rock Albums)    | 1               |
| France (SNEP)                             | 55              |
| Irlande (IRMA)                            | 1               |
| Islande (Icelandic Albums Chart)          | 1               |
| Italie (FIMI)                             | 44              |
| Norvège (VG-lista)                        | 23              |
| Nouvelle-Zélande (RIANZ)                  | 4               |
| Pays-Bas (Mega Album Top 100)             | 5               |
| Royaume-Uni (UK Albums Chart)             | 3               |
| Suède (Sverigetopplistan)                 | 43              |
| Suisse (Schweizer Hitparade)              | 29              |

## Certifications
| Pays                    | Certifications | Unités certifiées |
| ----------------------- | -------------- | ----------------- |
| Allemagne (BVMI)        | Platine        | 200 000           |
| Australie (ARIA)        | 2 × Platine    | 140 000           |
| Canada (Music Canada)   | 2 × Platine    | 160 000           |
| Danemark (IFPI Danmark) | Or             | 10 000            |
| États-Unis (RIAA)       | 2 × Platine    | 2 000 000         |
| Irlande (IRMA)          | Or             | 7 500             |
| Italie (FIMI)           | Or             | 25 000            |
| Nouvelle-Zélande (RMNZ) | Platine        | 15 000            |
| Royaume-Uni (BPI)       | Platine        | 300 000           |